# 에두아르도 베리소
에두아르도 베리소 마그놀로(스페인어: Eduardo Berizzo Magnolo eˈðwaɾðo βeˈɾiso[*], 1969년 11월 13일, 크루스 알타 ~)는 아르헨티나의 전 축구 선수로 현역시절 중앙 수비수로 활약 했으며 현재 멕시코 프로축구 리그 리가 MX의 레온 감독이다.
현역 18년을 활약하면서 그는 4개국 6개 구단에서 활약 했는데 주로 뉴얼스 올드 보이스, 리버 플레이트, 그리고 셀타 비고에서 활약했다. 이탈리아 여권을 지니고 있기에 그는 유럽 무대에서 활약할 당시 비유럽 연합 선수로 분류되지 않았다.
베리소는 아르헨티나 국가대표팀 일원으로 2차례 코파 아메리카에 참가했다. 그는 2007년부터 감독으로 전향해 칠레 국가대표팀 수석 코치직을 맡은 것을 시작으로 지도자 경력을 시작했고 2019년 그는 파라과이 국가대표팀 감독으로 취임했다.

## 클럽 경력
베리소는 코르도바 주 마르코스 후아레스군 크루스 알타 출신으로 1988년에 뉴얼스 올드 보이스에서 현역 신고식을 치렀다. 그는 로사리오 연고 구단의 2차례 프리메라 디비시온 우승에 공헌했고 현역 신고식을 치른 후 5년이 지나서 멕시코 아틀라스로 이적했다.
1996년 베리소는 아르헨티나로 복귀해 명가 리버 플레이트에 입단했다. 그는 인상적인 활약으로 프랑스 마르세유의 큰 관심을 받았으나 구단은 물론 새로 정착한 환경에 적응하지 못했고 결국 2000년 1월에 전 소속 구단으로 임대 되었다.
베리소는 2001년 겨울 이적 시장에 스페인의 셀타 비고로 이적했다. 갈리시아 연고 구단 일원으로 그는 수비 주축으로 거듭나 1년차에 17번의 라 리가 경기에 출전해 소속 구단의 6위에 공헌 했으며 그의 온전한 두 번째 시즌에 그는 셀타에서 역대 최다인 27경기 출전을 기록해 2골도 넣어 소속 구단의 사상 첫 챔피언스리그 진출에 힘을 보태기도 했다.
2003-04 시즌 베리소는 4차례 퇴장 당했는데 막판 2경기에서는 두 차례 퇴장 당했고 결국 셀타 비고는 시즌을 강등의 비극으로 끝냈다. 그는 유럽 대항전에서도 5경기 출전했는데 소속 구단은 16강전까지 진출했고, 이후 거의 36세가 된 베리소는 2005년 6월에 입지를 잃고 구단에서 방출되었다.
베리소는 스페인에 남아 카디스와 1년 계약을 맺었으나 많은 출장 기회를 잡지 못했고 소속 구단도 2005-06 1부 리그에서 강등 당했다. 그는 시즌 종료 후 축구화를 벗었다.

## 국가 대표팀 경력
베리소는 베네수엘라와의 1996년 10월 9일 1998년 월드컵 남미 지역 예선전에 아르헨티나 국가대표팀 첫 경기를 치렀다. 그는 1997년 코파 아메리카에 참가할 선수단의 일원으로 차출 되었으나 페루에 패한 8강전에 단 1번 출전하는데 그쳤고 경고 누적으로 퇴장 당했었다. 1999년 코파 아메리카 당시에도 명단에 발탁 되었지만 출전하지는 못했다.
베리소는 2000년 11월 15일 2-0으로 이긴 칠레와의 2002년 월드컵 예선전에 7분을 출전하는 것을 끝으로 더 이상 국가대표팀 경기에 나오지 못했다. 그는 2002년 2월에 발목 부상을 당하면서 대한민국과 일본에서 열린 대회 본선에 참가하지 못했다.

## 감독 경력

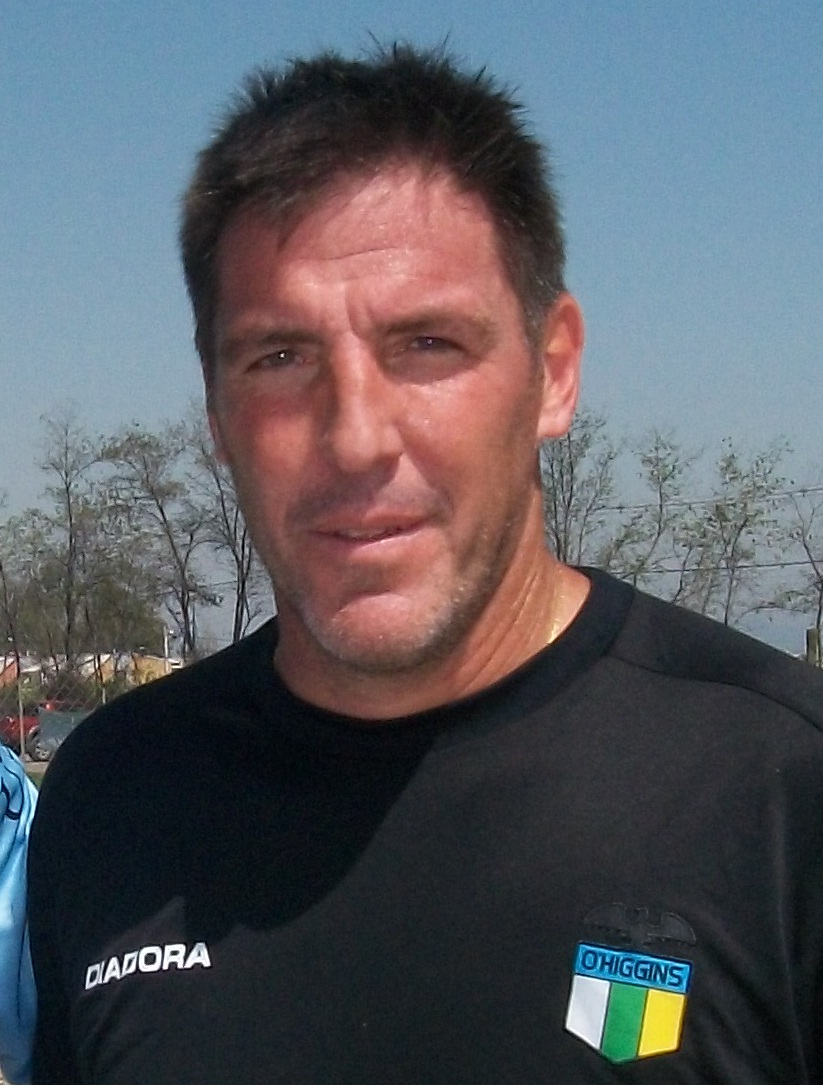
2012년 10월 오이긴스의 베리소

2007년 7월에 마르셀로 비엘사가 칠레 국가대표팀 감독으로 취임할 당시 베리소는 그의 수석 코치로 임명 되었다. 2009년 10월 10일 그는 4-2로 이긴 콜롬비아와의 월드컵 예선 원정 경기에서 그는 파비안 오레야나와 함께 퇴장당해 4경기 출장 정지 징계를 받아 남아프리카 공화국에서 열린 대회 본선에 나가지 못했다.
2012년 베리소는 오이긴스의 감독이 되어 1년차에 준우승 성적을 거두었는데 우니베르시다드 데 칠레와의 결승전에서 승부차기 끝에 석패했다. 2013년 12월 10일 그는 소속 구단을 칠레 프리메라 디비시온 2013-14 우승으로 이끌었는데 구단은 58년 사상 첫 우승을 거두었다.
2014년 5월 19일 데포르테스 이키케를 승부차기 끝에 이기고 수페르코파 데 칠레가 우승한 후 베리소는 감독으로서 셀타 비고에 복귀해 바르셀로나로 떠난 루이스 엔리케의 후임이 되었다. 2016-17 시즌 3년차에 베리소는 코파 델 레이와 유로파리그에서 모두 4강의 성과를 냈다.
2017년 5월 27일 베리소는 같은 아르헨티나인 호르헤 삼파올리가 아르헨티나 국가대표팀 감독으로 취임 하면서 공석이 된 세비야의 감독직을 수락했다. 11월 22일 구단은 베리소 감독이 전립선암 판정을 받았음을 발표 했으나 1달 후 구단은 베리소 감독을 성적 부진으로 해임되었다 베리소 감독의 짧은 세비야 임기는 아마존 프라임 텔레비전 다큐멘터리 여섯 가지 꿈에 기록되었는데 그는 이 다큐멘터리 주연들 중 한 명이었다.
2018년 5월 31일 베리소는 아틀레틱 빌바오의 감독으로 취임 하면서 현장에 복귀했다. 취임 후 15번의 공식 경기 중 2승에 그쳐 강등권에 뒤처지면서 같은 해 12월 4일에 경질 되었다.
2019년 2월 18일 베리소는 사퇴한 후안 카를로스 오소리오 감독의 후임으로 파라과이 감독이 되었다. 같은 해 브라질에서 열린 코파 아메리카에서 그는 파라과이를 8강행으로 이끌었지만 개최국과의 경기에서 득점 없이 비긴 후 승부차기에서 패해 탈락했다. 2년 후 파라과이는 이번에 페루를 상대로 또다시 8강전에서 승부차기 끝에 패했다.
2021년 10월 15일 베리소는 볼리비아와의 월드컵 예선전 0-4 대패로 해임 되었다.

## 동성애에 대한 발언
마르세유를 떠난 직후 베리소는 프랑스의 동성애에 대해 공개적으로 입을 열었다:
"프랑스 축구에는 *꼬*들이 많다. 프랑스에는 동성애 선수 천지인데 이들은 허벅지나 엉덩이를 만지며 무슨 반응을 보일지 기다리며 우릴 도발하려 한다. 나는 동성애적 손짓을 하는 놈들이랑 같이 몸을 씻고 욕망을 품고 엉덩이를 노려보며 알몸인 것에 대해 감정을 느끼는 것에 구역질이 난다."— 베리소, 데일리 텔레그래프 기사에 실린 발언.

이튿날 이 발언이 멕시코 신문 라 크로니카 데 오이에 실리자 그는 이 발언을 부인했다:
"이건 말도 안되는 일입니다. 심각합니다. 이 발언을 한 적이 없습니다. 저는 동성애 동료와 문제가 없습니다. 사람들은 사생활에 무슨 일을 하는 지 상관 없습니다."— 베리소, 클라린에 실린 발언.

## 감독 통계
2021년 10월 14일 기준
| 구단                     | 국적       | 취임            | 해임             | 기록 | 기록 | 기록 | 기록 | 기록 | 기록 | 기록 | 기록  | 주석   |
| 구단                     | 국적       | 취임            | 해임             | 전   | 승   | 무   | 패   | 득   | 실   | 차   | 율 %  | 주석   |
| ------------------------ | ---------- | --------------- | ---------------- | ---- | ---- | ---- | ---- | ---- | ---- | ---- | ----- | ------ |
| 에스투디안테스 라 플라타 | 아르헨티나 | 2011년 2월 4일  | 2011년 5월 30일  | 23   | 8    | 7    | 8    | 23   | 28   | −5   | 34.78 |        |
| 오이긴스                 | 칠레       | 2011년 11월 3일 | 2014년 6월 2일   | 122  | 63   | 29   | 30   | 191  | 125  | +66  | 51.64 |        |
| 셀타 비고                | 스페인     | 2014년 6월 2일  | 2017년 5월 27일  | 148  | 61   | 36   | 51   | 205  | 207  | −2   | 41.22 | [ 26 ] |
| 세비야                   | 스페인     | 2017년 5월 27일 | 2017년 12월 22일 | 27   | 14   | 6    | 7    | 43   | 37   | +6   | 51.85 | [ 27 ] |
| 아틀레틱 빌바오          | 스페인     | 2018년 5월 31일 | 2018년 12월 4일  | 15   | 2    | 8    | 5    | 18   | 23   | −5   | 13.33 | [ 28 ] |
| 파라과이                 | 파라과이   | 2019년 2월 18일 | 2021년 10월 15일 | 31   | 7    | 13   | 11   | 31   | 39   | −8   | 22.58 |        |
| 합계                     | 합계       | 합계            | 합계             | 362  | 154  | 96   | 112  | 511  | 459  | +52  | 42.54 |        |

## 수상

### 선수
뉴얼스 올드 보이스
- 아르헨티나 프리메라 디비시온: 1990–91, 1992 클라우수라

리버 플레이트
- 아르헨티나 프리메라 디비시온: 1997 클라우수라, 1997 아페르투라, 2000 클라우수라
- 수페르코파 리베르타도레스: 1997

### 감독
오이긴스
- 칠레 프리메라 디비시온: 2013 아페르투라
- 수페르코파 데 칠레: 2014[29]

## 참고
1. ↑  베리소는 단독으로 스페인어:  beˈɾiso[*]로 발음한다.